# Konavle
Konavle o Canali ([kɔ̌naːv̞lɛ] Valle de los canales) es un municipio situado al sureste de Dubrovnik, en Croacia.
Es administrativamente parte del condado de Dubrovnik-Neretva, y forma un municipio con su centro en Gruda, con una población total de 8.250 personas (2001) dividido en 32 aldeas, en los que el 96,5% son croatas. Aunque considerablemente dañado durante la Guerra Croata de Independencia, Konavle conserva su estatus como uno de los condados más ricos de Croacia.
La región de Konavle constituye una estrecha franja situada entre la montaña Sniježnica y el mar Adriático, que abarca desde la ciudad costera de Cavtat a la frontera con Montenegro en Prevlaka. Aparte de Cavtat, la única localidad situada en la costa es Molunat, mientras que los otros 30 pueblos del municipio se sitúan en el interior.

## Geografía
Konavle es una tierra de belleza natural  y de contrastes: elevaciones y llanuras, montañas y cársticos. El norte está rodeado de cerros; el sur mira al Adriático, el este se extiende hasta la misma entrada de la bahía de Boka Kotorska y la península Prevlaka, y el oeste llega hasta la bahía de Cavtat y Obod. La parte central, sin embargo, es un campo fértil.

## Historia
Konavle está localizada en el extremo sur de Croacia, en la parte suroriental de la actual ribera de Dubrovnik. Fue comprada por la República de Ragusa en el siglo XV, que terminó así de completar su territorio.
El nombre de Konavle proviene de la palabra en latín canale, canalis, y en el habla local “Konali“, “kanali“, lo que está relacionado con el suministro de agua que durante la época romana traía el agua desde Vodovađa en Epidaurus, hoy en día Cavtat.
El antiguo Epidaurum era una importante colonia romana en estos lares que cayó durante la invasión de los eslavos y los ávaros. Sus habitantes huyeron a la población vecina de Ragusa (en croata, Dubrovnik).

## Patrimonio
Konavle posee un rico patrimonio histórico y cultural, y una variada oferta turística que hacen de Cavtat uno de los destinos más atractivos del Adriático croata.
Entre los monumentos más importantes, se encuentra la casa de Vlaho Bukovac, museo, atelier y galería de arte de uno de los pintores croatas más famosos; el mausoleo de la familia Račić, en el cementerio San Roco; la obra del escultor Ivan Meštrović; la pinacoteca de la parroquia San Nicolás que guarda un valioso y sagrado tesoro y la Colección de Baltazar Bogišić.
En la ciudad se pueden visitar numerosos palacios y monumentos de la época romana, como las ruinas del teatro, villa rústica y las murallas de la ciudad.
El mundo submarino de Cavtat y Molunat es muy atractivo para el buceo. En las cercanías, próximo a las islas de Cavtat, Mrkan, Bobara y Supetar, se encuentran algunos yacimientos antiguos, considerados los más grandes y más atractivos del Adriático, y entre los más grandes del Mediterráneo. Son excepcionalmente valiosos los yacimientos con más de 1800 ánforas y vasijas, que datan del siglo I a. C. y del siglo I y II d. C..